# Moyenne-Égypte
La Moyenne-Égypte est la région centrale de l'Égypte. La Moyenne-Égypte est le nom moderne de la partie de l'Égypte des deux côtés du Nil, qui s'étend, approximativement et du Sud au Nord, depuis la ville actuelle de Qena (Dendérah), et des environs d'Assiout, jusqu'au sud du Fayoum, et la ville de Beni Suef.
Le monde antique ne divisait l'Égypte qu'en deux parties, Haute et Basse Égypte. La Moyenne-Égypte, selon le concept moderne, ne comprend que la partie nord de la Haute-Égypte de l'époque antique. Selon le découpage moderne en trois parties, la Haute-Égypte moderne ne conserve que la partie sud du découpage antique. La ville actuelle de Qift (l'antique Coptos) correspond, à peu près, à la limite entre Moyenne et Haute Égypte. Parfois, la zone au sud de la Moyenne-Égypte intègre l'espace qui va jusqu'à Louxor. Les alluvions se sont accumulées depuis Assiout jusqu'à la mer, car un golfe descendait jusque là, à l'ère tertiaire.

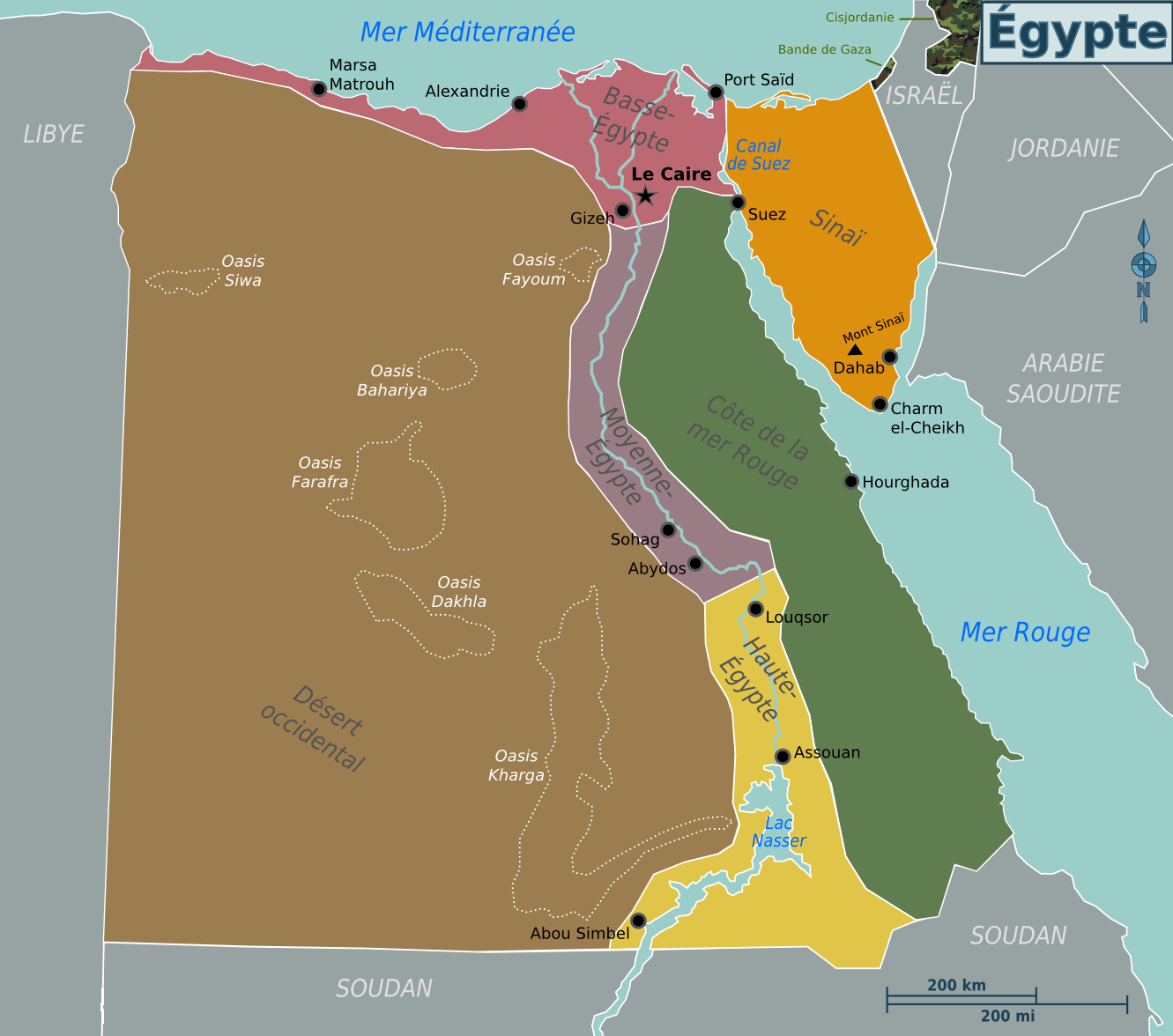
Carte approximative des régions de Haute, Moyenne et Basse-Égypte

## Géographie
La Moyenne-Égypte est une région marécageuse située dans une bande de terre comprise entre le Nil et l'un de ses bras, le Bahr Youssouf qui alimente le lac Moéris dans l'oasis du Fayoum. Pendant l'Antiquité, elle a donc de par cette caractéristique constitué une zone de compétition entre la Haute-Égypte et la Basse-Égypte durant les périodes où l'Égypte n'était pas unie, c'est-à-dire pendant les Première, Deuxième et Troisième Période intermédiaires.

## Dans l'Antiquité
La ville religieuse de Moyenne-Égypte est Abydos, ou encore Hermopolis. Il n'y eut pas vraiment de capitale dans cette région, sauf peut-être, pour une durée d'un peu moins de dix ans, Amarna, située près d'Hermopolis.
Beni Hassan est un site d'un grand intérêt. Y sont enterrés de nombreux personnages importants du Moyen Empire, la perle de la Moyenne-Égypte demeurant cependant sans aucun doute le temple de Séthi Ier à Abydos.
Régions d'Égypte, du nord au sud :
- Basse-Égypte (et le delta du Nil)
- Moyenne-Égypte
- Haute-Égypte
- Nubie